# Velké privilegium Ludvíka Velikého pro město Košice
Velké privilegium Ludvíka Velikého pro město Košice bylo uděleno 28. června 1347. Uherský král Ludvík I. nastoupil na trůn v roce 1342. Košice se těšily jeho mimořádné přízni. Během jeho vlády jim byla přiznána mnohá hospodářská a právní privilegia, která z nich udělala rozkvétající středověkou metropoli. Jedinečným vyjádřením vážnosti košického měšťanstva v očích královského dvora bylo vydání znakového privilegia v roce 1369. Košický znak je tak nejstarší písemně doloženým městským znakem v Evropě.
Již v roce 1342 král rozšířil právní působnost košického soudce – rychtáře – na případy, které do té doby patřily pod královskou kompetenci. V roce 1347 král udělil Košicím velké privilegium, které povýšilo město na druhé místo v hodnostním pořadí královských měst hned po hlavním městě Budín se stejnými právy.
Listina jmenuje tyto výhody:
- osvobození od placení desátku z vlastních vinic
- osvobození od zajišťování noclehu pro královskou posádku
- právo svobodné volby faráře
- potvrzení svobodné volby rychtáře ve funkci na jeden rok
- potvrzení práva skladu a každodenního trhu
- právo na dva zemské trhy po 14 dní
- palatin nemá právo košické měšťany soudit a nutit k zajištění ubytování
- Kkšický měšťan nemohl být odsouzen na souboj
- košický měšťan může být souzen svědectvím pouze stejně svobodného občana
- košičký měšťan se zavazuje k účasti na veřejných pracích
- pokud košický měšťan dopustí prohřešku a uteče z města, jeho majetek má posloužit poškozeným, zbytek k budování hradeb
- pokud košický měšťan nemá dědice, jeho majetek z jedné třetiny propadá jako almužna, dvě třetiny ve prospěch budování hradeb
- nemovitosti se mohou prodávat cizincům pouze, pokud jsou ochotni stát se trvalými obyvateli Košic
- pokud se zakoupí nemovitost a do roka koupě nebude napadena, může se nemovitost klidně využívat
- nikdo nemůže zbavit delikventa jeho majetku, po jeho potrestáni zůstává majetek manželce, rodině nebo příbuzným

28. července 1347 bylo privilegium doplněno dodatky:
- do letnic se smí ve městě prodávat víno pouze z košických vinic
- pokud se košický měšťan prohřešil mimo město, soudit ho má i tak košický rychtář
- pokud se košický měšťan prohřešil vůči šlechtici a košický rychtář ho odmítne soudit, takový případ má jít před krále
- bez vědomí košického rychtáře a přísežných (senátorů) nemůže cizinec koupit ve městě nebo na předměstí nemovitost
- na košickém území chyceni zločinci jsou souzeni košickým rychtářem a místopřísežným
- takového delikventa nemůže ochraňovat ani šlechtic